# Accident (음반)
Accident는 차태현이 2001년 발매한 정규 1집이다. 당시에 드라마와 영화에서 성공하며 절정의 인기를 구가하던 중 낸 앨범으로, 이는 그 당시 이뤄지던 정상급 배우들의 가수 겸업 유행에 동참한 것이었다. 타이틀곡인 'I Love You'은 준수한 평가를 받았으나, 이외의 곡에서는 모자란 부분이 많았다는 평이 있다.

## 곡 목록
| #  | 곡명                        | 작사         | 작곡           | 편곡           | 길이 |
| -- | --------------------------- | ------------ | -------------- | -------------- | ---- |
| 1  | 諦念 (체념)                 | 거목(최석은) | 이규태         | 이규태         | 4:17 |
| 2  | I Love You                  | 거목(최석은) | 이규태         | 박용준, 이규태 | 3:05 |
| 3  | 생일선물                    | 윤종신       | 박용준         | 박용준         | 3:16 |
| 4  | 아름다운 사람               | 윤종신       | 황성제         | 황성제         | 4:28 |
| 5  | 그래...                     | 하해룡       | 고성진         | 고성진         | 3:46 |
| 6  | 마지막 하루                 | 윤종신       | 이규태         | 이규태         | 4:28 |
| 7  | 몰라도 돼                   | 윤종신       | 윤종신, 이근호 | 나원주         | 5:10 |
| 8  | 너의 그림자 뒤에            | 임수철       | 이규태         | 김우관         | 4:51 |
| 9  | 부탁                        | 조규만       | 조규만         | 조규만         | 4:02 |
| 10 | 친구와 연인                 | 정석원       | 정석원         | 김도훈, 강상헌 | 3:48 |
| 11 | 미망                        | 김동률       | 이승환 (Story) | 이승환 (Story) | 5:24 |
| 12 | 이 계절이 지나도            | 임수철       | 이규태         | 이규태         | 3:38 |
| 13 | 피크닉                      | 윤종신       | 윤종신, 이근호 | 박용준         | 4:56 |
| 14 | I Love You (Re-Mix)         | -            | -              | 김우관         | 3:23 |
| 15 | The Last Day (Instrumental) |              | 이규태         | 이규태         | 5:50 |